# 바다 순찰대

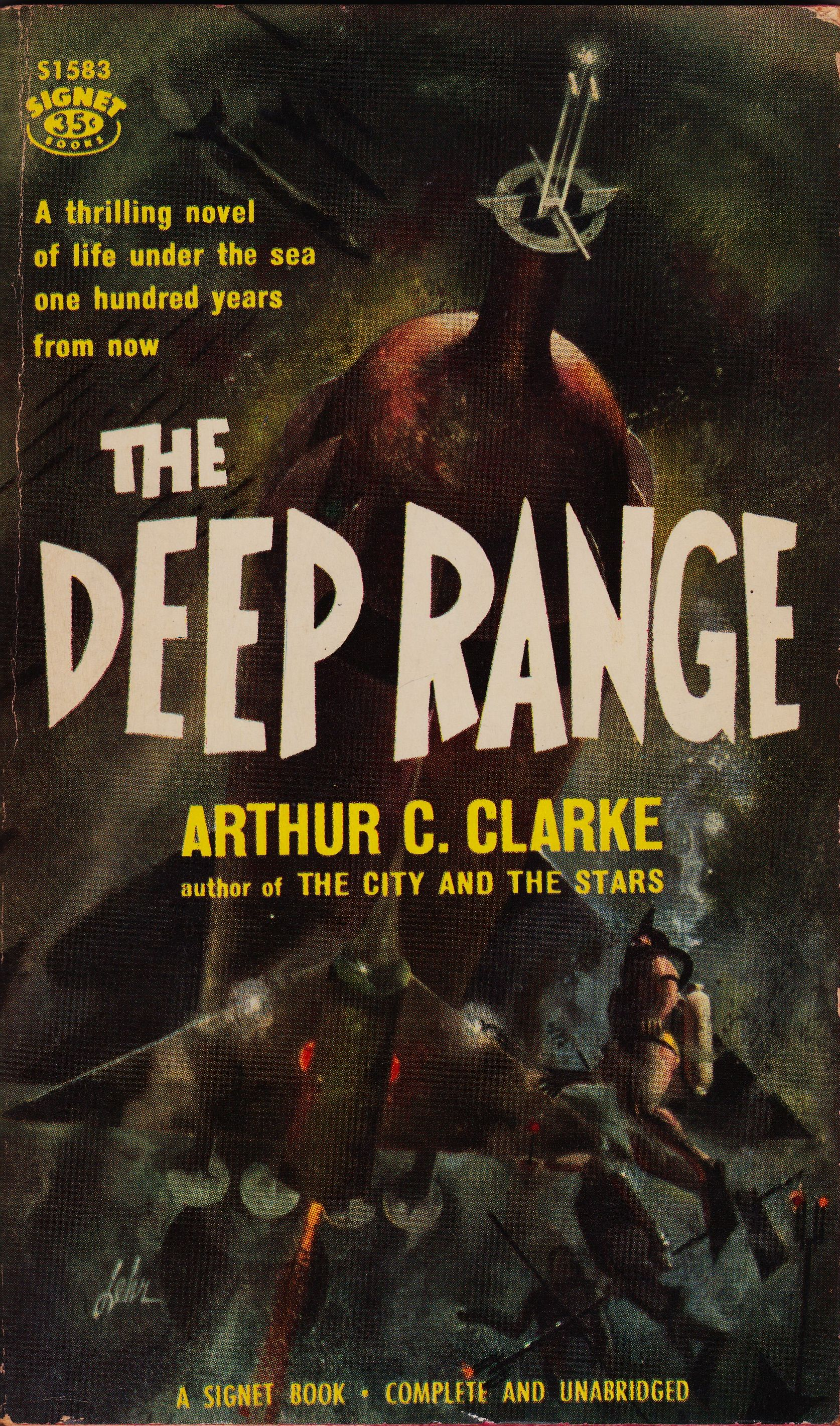

《바다 순찰대》는 아서 C. 클라크의 과학 소설로, 미래 세계에서 바다속 고래를 관리하고 조난자를 구조하는 순찰대원들의 이야기이다. 동명의 단편소설을 장편으로 각색한 것이다.